# 113671 Sacromonte
113671 Sacromonte è un asteroide della fascia principale. Scoperto nel 2002, presenta un'orbita caratterizzata da un semiasse maggiore pari a 3,1751111 au e da un'eccentricità di 0,0886709, inclinata di 6,36627° rispetto all'eclittica. Prende il nome dal complesso del Sacro Monte di Varese.